# Morzillo
Vous lisez un « bon article » labellisé en 2022.
Pour l’article homonyme, voir Morcillo.
El Morzillo est un cheval noir qui a appartenu au conquistador Hernán Cortés de 1519 à 1525 et qui a été déifié après sa mort par les Itzá de la région du Tayasal sous le nom de Tziminchác.
Acquis par Cortés en 1519, ce cheval élégant est utilisé par lui pendant son expédition au Mexique, notamment lors du siège de Mexico-Tenochtitlan (1521). Cortés emmène ensuite Morzillo pendant son expédition au Honduras. Victime d'une blessure au sabot, le cheval est offert par Cortés aux Itzá de la région du Tayasal, mais meurt peu après, faute de soins appropriés.
Après sa mort, Morzillo devient chez les Itzá l'objet d'un culte qui persiste pendant une centaine d'années. Ils voient en lui une divinité du tonnerre, probablement à cause de l'usage des arquebuses par les Espagnols. Sa statue est retrouvée dans la ville de Flores par deux missionnaires franciscains, 95 ans après le passage de Cortés. Elle est définitivement détruite en 1697, pendant la campagne de Martín de Ursúa.
Le souvenir du culte de Tziminchác s'est perpétué localement.

## Sources

### Documents de l'époque coloniale
Les sources relatives aux chevaux de Cortés proviennent pour une part des lettres (relaciones) qu'il a écrites lui-même et envoyées à Charles Quint. Elles ont été traduites en français par Désiré Charnay, Lettres de Fernand Cortès à Charles-Quint sur la découverte et la conquête du Mexique, 1896.
La principale autre source est la chronique de Bernal Díaz del Castillo (1496-1584), Historia verdadera de la conquista de la nueva España. Il donne de nombreux commentaires à propos des qualités individuelles des chevaux des troupes de Cortés et de leur couleur de robe.
L'historien espagnol Juan de Villagutierre (1650-1700) parle de la vénération de Tziminchác dans son Historia de la conquista de la provincia de el Itzá, et Diego Lopez de Cogolludo dans son Histoire du Yucatan.
Charnay a peut-être pris une partie de ses informations concernant le cheval de Cortés chez Antonio de Solís y Ribadeneyra (Historia de la conquista de México, población y progresos de la América septentrional, conocida por el nombre de Nueva España).

### Études historiques récentes
Parmi ceux qui ont écrit récemment au sujet de Morzillo (références dans la partie « Bibliographie »), on peut citer les noms de :
- Robert Bontine Cunninghame Graham (1852-1936), homme politique, écrivain et aventurier, qui lui consacre un article intitulé Hippomorphous en 1914[8] ;
- Robert Denhardt (1912-1989), historien, professeur à l'Université A&M du Texas[9], dans un article publié en 1937 à propos des chevaux de Cortés[10], et qui consacre un article entier à Morzillo en 1938[11] ;
- Ángel Cabrera (1879-1960), zoologiste[12], dans son ouvrage de 1945 traduit en 2004 en français, sous le titre de Chevaux d'Amérique[13] ;
- Pierre Ivanoff (1924-1974), explorateur et cinéaste[14], qui lui consacre un chapitre dans son ouvrage de 1968 Découvertes chez les Maya[15] ;
- Deb Bennett, paléontologue[16], en parle dans son ouvrage Conquerors, consacré aux chevaux dans le Nouveau Monde (1998)[17].

## Noms du cheval

### Noms espagnols
Robert M. Denhardt affirme qu'il se nomme « Morzillo ». Désiré Charnay utilise le nom de « Morcillo ».
Deb Bennett (1998) traduit ce nom de Morzillo par « la touffe » (the tuft). Elle l'explique par le fait que ce cheval portait un épi de poils sur l'encolure, vu comme un signe de bonne fortune dans les traditions arabes.
En revanche, le zoologue argentin Ángel Cabrera le nomme Morcillo, adjectif désignant, en Espagne à cette époque, un cheval noir à reflets rougeâtres (bai-brun). Les adjectifs de couleur utilisés par les Espagnols dans les sources du XVIe siècle peuvent être difficiles à traduire, n'ayant pas toujours le même sens en espagnol moderne.
Désiré Charnay (1908) cite aussi ce cheval sous le nom de « Marzillo ».

### Nom maya
Le nom divin donné à ce cheval en maya itzá est Tziminchác, également écrit Tzimin Chac par l'ethnologue français Jacques Soustelle et par l'anthropologue James D. Nations, Tizimin Chac par l'historien John Henderson (en), ou encore Tziunchán par Bennett.
Soustelle propose la traduction « cheval du tonnerre », l'anthropologue Grant D. Jones traduit par « cheval du tonnerre et des éclairs », tandis que James D. Nations le traduit par « tapir du tonnerre », issu de « Tzimin », le nom itzá désignant un tapir. Nations explique ce choix de traduction par le fait que le tapir est l'animal des forêts tropicales qui ressemble le plus à un cheval.
L'historien des religions Michel Graulich ne prend parti pour aucune de ces deux étymologies, mais signale la parenté du mot maya « Tzimin » avec le mot nahuatl « Tzitzimime » (singulier Tzitzimitl).

## Descriptions
Sur la base de Bernal Diaz, Bennett décrit l'animal comme élégant, avec une robe de couleur bai foncé ou noire.

## Histoire
La destinée de Morzillo est unique dans les annales qui mentionnent des chevaux,,, : 

« Son cheval noir, lui aussi, était sur le point de jouer le plus extraordinaire rôle qu'un cheval ait jamais joué dans toute l'histoire de l'humanité. »

— Robert Bontine Cunninghame Graham, Hippomorphous
Bien qu'il soit resté le plus célèbre, si l'on se fie aux commentaires de Bernal Díaz, Morzillo n'était probablement pas le meilleur cheval des troupes d'Hernán Cortés.

### Acquisition de Morzillo par Cortés

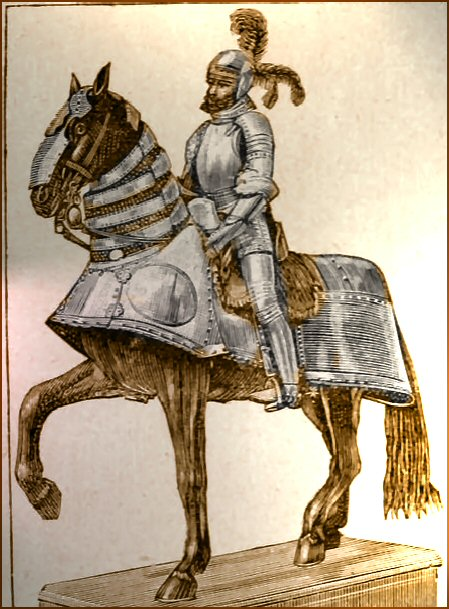
Statue équestre d'Hernán Cortés (le nom de la monture n'est pas précisé).

Bernal Díaz décrit la première monture de Cortès au départ de Cuba (février 1519) comme suit : « un cheval brun zain qui mourut à San Juan de Ulúa (au large du Mexique) », où l'escadre arrive le 21 avril ; il n'est pas possible de savoir si ce cheval est mort des suites de blessures au combat ou de maladie. Cortés monte ensuite un cheval du nom d'« El Arriero », puis un troisième du nom de « Romo », arrivé sur le même navire que Morzillo.
Trois mois après la création de la colonie de Veracruz (actuel Mexique), le 9 juillet 1519, Hernán Cortés capture en effet un navire envoyé par le gouverneur de Cuba, Diego Velasquez, avec qui il est en mauvais termes et s'approprie son chargement, soit une dizaine de chevaux jamaïcains,.
Morzillo reste d'abord à Veracruz et n'est donc pas monté durant l'épisode de la Noche Triste (30 juin 1520). En revanche, d'après Diaz, Cortés monte Morzillo lorsqu'il conduit le siège de Mexico-Tenochtitlan (mars-août 1521),.

### Halte dans le Tayasal
Alors que la conquête du Mexique s'achève, le 13 mars 1525, la troupe de conquistadores de Cortés fait halte, à pieds et à cheval, dans la vallée de Tayasal,. Elle y mène une chasse contre des cervidés, afin de se fournir en viande,,. La chasse est facile, les cervidés se laissant approcher et abattre, mais le cheval du conquistador Palacio Rubias meurt à cause de la chaleur,. La vallée de Tayasal se trouve sur le territoire des Itzá, qui ont pour particularité (d'après Bernal Díaz) de vénérer différents animaux, entre autres des cervidés,. Après la chasse, la troupe traverse des collines pierreuses, nommées el Paso del Alabastro et La Sierra de los Pedernales par Villagutierre, dans lesquelles le cheval noir de Cortés reçoit « une écharde dans son pied » à cause d'un « bâton pointu », et ne peut être soigné,,. D'après Bernal Díaz del Castillo, alors que Cortés et ses troupes se reposent après leur chasse, ils sont approchés par les canoës des Itzá, et invités dans leur village, situé au centre du lac Petén Itzá. Cortés s'y rend avec 20 hommes, ainsi que son cheval Morzillo.
Dans la cinquième lettre que Cortés envoie, la cause du don de Morzillo aux Itza est attribuée à sa blessure au pied (« J'ai été obligé de laisser mon cheval noir (mi caballo morzillo) avec une écharde dans le pied ») et l'épisode de la chasse au cerf intervient après ; cependant Bernal Díaz del Castillo, qui a rédigé sa chronique plus tard, attribue la cause du don à cette chasse au cerf un jour de forte chaleur, affirmant que Morzillo avait perdu toute la graisse de son corps et ne tenait plus debout,. Cabrera pense la version de Cortés plus crédible, car elle est rédigée très peu de temps après les faits concernés. Villagutierre, qui écrit sur la base de ces deux sources, estime que la raison réelle du don de Morzillo aux Itzá est peu importante, les faits suivants (la vénération du cheval) étant irréfutables.

### Don de Morzillo aux Itzá
Cortés, qui a vraisemblablement de l'estime pour son cheval, refuse de l'abattre ou de le sacrifier,. Il pense initialement qu'il repassera chercher Morzillo en passant par le Tayasal plus tard,. Cortés laisse donc son cheval au cacique des Itzá, Canek, qui promet de le soigner,. Il raconte lui-même cet épisode dans la cinquième lettre qu'il envoie à Charles Quint, en citant la promesse que lui a faite le cacique. Le cacique du village de Tayasal hérite donc de Morzillo,.
Les Itzá, qui n'ont jamais vu de chevaux avant ce jour, prennent la mission de soin confiée par Cortés au sérieux. Ils assimilent vraisemblablement son cheval à une divinité du tonnerre, ayant vu de loin le tir des arquebuses sur le gibier chassé par les troupes montées de Cortés, mais sans pouvoir en apprendre le fonctionnement de près. Ne sachant s'occuper d'un cheval, les Itzá le rebaptisent « Tziminchác », le décorent de colliers de fleurs et tentent de le nourrir avec de la viande de gibier et de volailles, pour s'attirer ses faveurs,. Charnay mentionne qu'il lui fut donné la chair de victimes de sacrifices.
Le cheval meurt, faute de soins appropriés,,.

## Vénération sous le nom de Tziminchác

### Temple et statue de Tziminchác

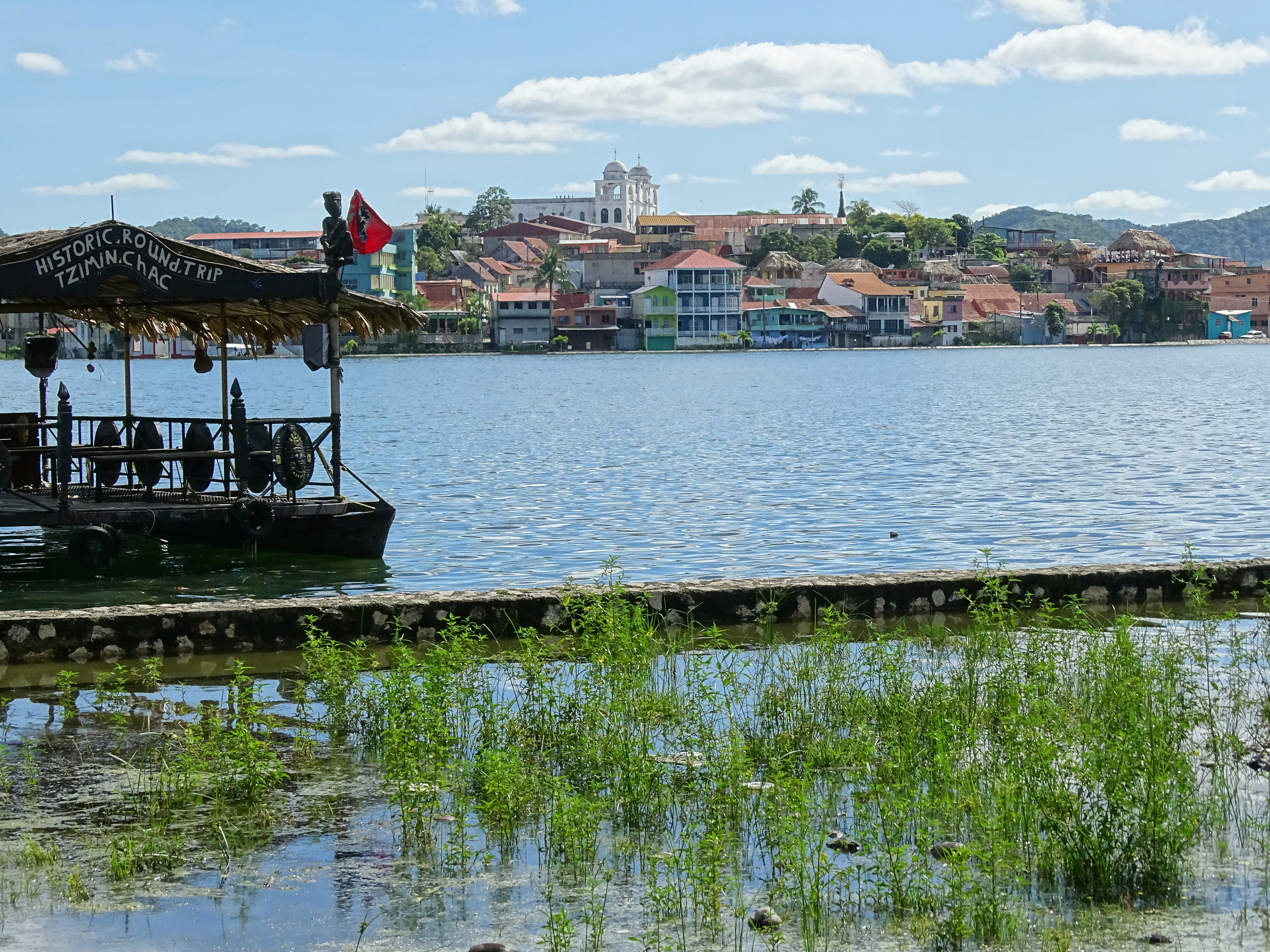
Bateau touristique sur le lac Petén Itzá au nom de « Tzimin Chac ». Au fond, la ville de Flores.

Assez rapidement, le cheval meurt. Les Itzá en font une divinité du tonnerre, Tziminchác, érigent un temple en son honneur et sculptent une statue à son effigie,, en pierre selon la plupart des sources, en bois selon l'Historia municipal del Reino de Yucatan.
Plusieurs explications sont proposées pour cette vénération.
Pour le cinéaste et conférencier Pierre Ivanoff, les Indiens craignent le retour de Cortés et la vengeance de l'esprit du cheval qui vient de mourir.
Pour Charnay, qui cite Cogolludo, les Itzá pensent que c'est du cheval que vient le tir des arquebuses, à la suite de la partie de chasse qu'ils ont observée. Citant Juan de Villagutierre, il pense que cette nouvelle divinité prend une place importante dans leur panthéon. Henderson estime au contraire qu'il s'agissait d'une « divinité mineure », liée à la foudre.

### Visite des missionnaires franciscains
Cortés n'est jamais revenu chercher son cheval, aussi 95 ans s'écoulent avant une autre visite d'Européens,.
Il existe cependant des différences dans l'interprétation de la date. La plupart des sources datent ces faits de 1618, soit 95 ans après le départ de Cortés et environ un siècle après la conquête d'Alvarado (c'est notamment la date citée par l'archéologue Éric Taladoire),, tandis que Cunninghame Graham les place en 1697, pendant la campagne militaire du général Martín de Ursúa.
Quoi qu'il en soit, deux missionnaires franciscains viennent convertir les habitants du Petén au christianisme,. Ils parlent tous deux la langue des Itzá,. Les deux religieux visitent les temples locaux et trouvent une statue de Tziminchác, un cheval de pierres assis sur ses hanches, dans le plus grand de ces temples,. Ils en sont étonnés car cette région ne compte aucun cheval et que les habitants n'en ont jamais vu autrement que via la statue de Tziminchác. Ils en apprennent l'origine, ainsi que la nature du régime alimentaire proposé à Morzillo de son vivant.
Le frère Bartolomé Fuensalida leur dit qu'il s'agit de l'idole d'une « bête irrationnelle », comparable aux cervidés qu'ils chassent pour les manger (figura de béstia irracional, como son los venados y otros animales que flechais para comer).
D'après Juan de Villagutierre, le père Juan de Orbita (ou Orbitiera) tente alors de détruire la statue,. Cette profanation entraîne la colère du peuple, les missionnaires échappant de peu au massacre par lapidation,,.

### Destruction du temple de Tziminchác (1697)
En 1697, la campagne du général Martín de Ursúa, destinée à obtenir la soumission des Itzá, mène à la destruction de tous les temples de Tayasal, lors de laquelle Juan de Villagutierre est présent.
D'après Ivanoff, cela aboutit à la perte définitive des ossements présents dans le temple de Tziminchác. La statue du cheval est elle aussi définitivement perdue.
D'après Taladoire, l'intérêt des Européens pour les ruines et les cultes des Mayas sombre ensuite dans un long oubli.

### Perpétuation de la légende
Les Itzá semblent avoir reconnu que leur statue de cheval ne représente pas un dieu, mais la légende de Tziminchác a continué de se transmettre.
D'après les sources de traditions populaires orales consultées par Ivanoff, les Itzá ont créé une nouvelle statue au lieu-dit Nic-Tun, qu'ils ont transportée sur une pirogue vers l'île de Tayasal afin de la cacher, mais l'embarcation a chaviré et sombré en raison de son poids. Ivanoff a cherché sans succès s'il existait une telle statue dans les eaux du lac de Tayasal.
Dans sa thèse d'architecture soutenue en 2007, Arturo Alejandro Sazo Lopez cite une « danse du petit cheval » (Baile del caballito), qui serait « un souvenir ou une émulation du Cheval de Cortez qui ne peut être détruit » (una remembranza o emulación al Caballo de Cortés que no puede ser destruido). Cette danse a sa propre musique, avec des paroles. Elle semble avoir été interprétée pour la première fois par un gentleman local de Flores, prénommé Vicente.
Dans l'une de ses critiques littéraires, le poète français Guillaume Apollinaire invente un roman intitulé Tzimin-Chac qu'il attribue à un certain « Louis Bréon », nom fictif inspiré par celui du philosophe Morvan Bréon,,. L'autrice franco-belge Diane Ducret cite la légende de Tzimin Chac dans son œuvre Corpus Equi (2013).